# Homosexualität in Singapur

Geografische Lage von Singapur

Homosexualität in Singapur wurde im Dezember 2022 legalisiert. Gleichgeschlechtliche Ehen werden seitdem aber von der Verfassung verboten.

## Rechtliche Lage
In Singapur wurde Homosexualität im Dezember 2022 legalisiert, wobei faktisch seit 2007 keine strafrechtliche Verfolgung stattfand.
Im August 2022 kündigte der Regierungschef Singapurs, Lee Hsien Loong (PAP), an, dass künftig homosexueller Geschlechtsverkehr zwischen Männern entkriminalisiert werde (homosexuelle Handlungen zwischen Frauen waren schon zuvor straflos). Zugleich kündigte der Regierungschef an, an der klassischen Definition der Ehe zwischen Mann und Frau festzuhalten und somit keine gleichgeschlechtliche Ehe rechtlich einzuführen. Das Verbot gleichgeschlechtlicher Ehen wurde im Dezember 2022 in der Verfassung verankert.

## Gesetzestexte
Das Schutzalter liegt bei 16 Jahren. Eine Heirat ist grundsätzlich ab 21 Jahren möglich, mit Erlaubnis der Eltern auch ab 18 Jahren und unter weiteren Voraussetzungen auch darunter; gleichgeschlechtliche Ehen sind von der Verfassung verboten.

### Fassung vor Oktober 2007
| Englisches Original |  | Deutsche Übersetzung |
| Chapter 224 – Penal Code Chapter XVI – Offences Affecting the Human Body Sexual Offences |  | Kapitel 224 – Strafrecht Kapitel XVI – Verbrechen betreffend den menschlichen Körper Sexualverbrechen |
| Section 377 Unnatural Offences Whoever voluntarily has carnal intercourse against the order of nature with any man, woman or animals, shall be punished with imprisonment for life, or with imprisonment for a term which may extend to 10 years, and shall also be liable to fine. Explanation: Penetration is sufficient to constitute the carnal intercourse necessary to the offence described in this section. |  | Artikel 377 Unnatürliche Verstöße Wer freiwillig widernatürlichen Geschlechtsverkehr mit einem Mann, einer Frau, oder Tieren hat, wird mit lebenslanger Freiheitsstrafe oder mit einer Freiheitsstrafe bis zu zehn Jahren bestraft und kann auch mit einer Geldstrafe belegt werden. Erläuterung: Penetration ist ausreichend, um den Geschlechtsverkehr zu erfüllen, wie er für das in diesem Abschnitt beschriebene Delikt notwendig ist. |
| Section 377A Outrages on decency Any male person who, in public or private, commits, or abets the commission of, or procures or attempts to procure the commission by any male person of, any act of gross indecency with another male person, shall be punished with imprisonment for a term which may extend to 2 years.                                                                                          |  | Artikel 377A Gräueltaten am Anstand Jede männliche Person, die in der Öffentlichkeit oder im Privaten, eine grob unanständige Handlung mit einer anderen männlichen Person vollzieht, deren Vollzug begünstigt, zu deren Vollzug verleitet oder versucht, dazu zu verleiten, kann zu bis zu zwei Jahren Freiheitsstrafe verurteilt werden.                                                                                                  |

### Fassung nach Oktober 2007
| Englisches Original |  | Deutsche Übersetzung |
| Chapter 224 – Penal Code (Base Versions: 4 of 1871 → Ordinance ([16th September 1872]) → 1970 Ed. Cap. 103 → REVISED EDITION 1985 Amended by: […] 51 of 2007) Chapter XVI – Offences affecting the human body Sexual Offences |  | Kapitel 224 – Strafrecht (Basisversion: [Gesetz] 4/1871 → Erlass ([16. September 1872]) → 1970 Ed. Cap. 103 → Revidierte Ausgabe 1985 Berichtigt durch: […] 51/2007) Kapitel XVI – Verbrechen betreffend den menschlichen Körper Sexualverbrechen |
| Section 377 Sexual penetration of a corpse […] |  | Abschnitt 377 Sexuelle Penetration einer Leiche […] |
| Section 377A Outrages on decency [galt bis Dezember 2022 in der oben stehenden Fassung weiter] |  | Abschnitt 377A Gräueltaten am Anstand [galt bis Dezember 2022 in der oben stehenden Fassung weiter] |
| Section 377B Sexual penetration with living animal […] |  | Abschnitt 377B Sexuelle Penetration mit einem lebenden Tier […] |
| Section 377C Interpretation of sections 375 to 377B (sexual offences) […] |  | Abschnitt 377C Interpretation der Abschnitte 375 bis 377B (Sexualverbrechen) […] |
| Section 377D Mistake as to age […] |  | Abschnitt 377D Versehen aufgrund des Alters [einzelne Sexualverbrechen werden nicht bestraft wenn der Täter jünger als 21 ist und der Sexualpartner gegengeschlechtlich ist]                                                                      |